# Pluméliau
Pluméliau è un comune francese di 3 664 abitanti situato nel dipartimento del Morbihan nella regione della Bretagna. Il 1º gennaio 2019 fu accorpato con il comune di Bieuzy per formare il nuovo comune di Pluméliau-Bieuzy.

## Società

### Evoluzione demografica
Abitanti censiti